# 小门神
《小门神》（英語：Little Door Gods，或作）是由王微执导及编剧的2015年中国动画喜剧电影，由追光动画制作并由阿里巴巴影業發行。2016年1月1日在中華人民共和國首映，其英語版本於2017年9月1日在Netflix上發佈。

## 配音员
- 高晓松 配音 神荼
- 白客 配音 郁垒
- 于心怡 配音 雨儿
- 叫兽易小星 配音 老胡
- 毕啸岚 配音 小英
- 任杰 配音 夜遊神
- 季冠霖 配音 花仙
- 于金龙 配音 巨灵神、土地爷
- 石磊 配音 培训师、万圣节主持人
- 申重 配音 财神爷、小神官甲
- 刘源 配音 铁拐李
- 陈骏龙 配音 灶君
- 赵霁 配音 小神官乙

## 外部連結
- 互联网电影数据库（IMDb）上《小门神》的资料（英文）
- 爛番茄上《小门神》的資料（英文）
- AllMovie上《小门神》的资料（英文）
- 開眼電影網上《小门神》的資料（繁體中文）
- 豆瓣电影上《小门神》的資料 （简体中文）